# اسکیودلا بونیتا (نیومکزیکو)
اسکیودلا بونیتا (به انگلیسی: Escudilla Bonita) یک منطقهٔ مسکونی در ایالات متحده آمریکا است که در نیومکزیکو واقع شده‌است. اسکیودلا بونیتا ۱۱۹ نفر جمعیت دارد و ۲٬۲۲۹٫۹۴ متر بالاتر از سطح دریا واقع شده‌است.